# 1833 au Canada
Pour un article plus général, voir Chronologie du Canada.
Cet article traite des événements qui se sont produits durant l'année 1833 au Canada.

## Événements

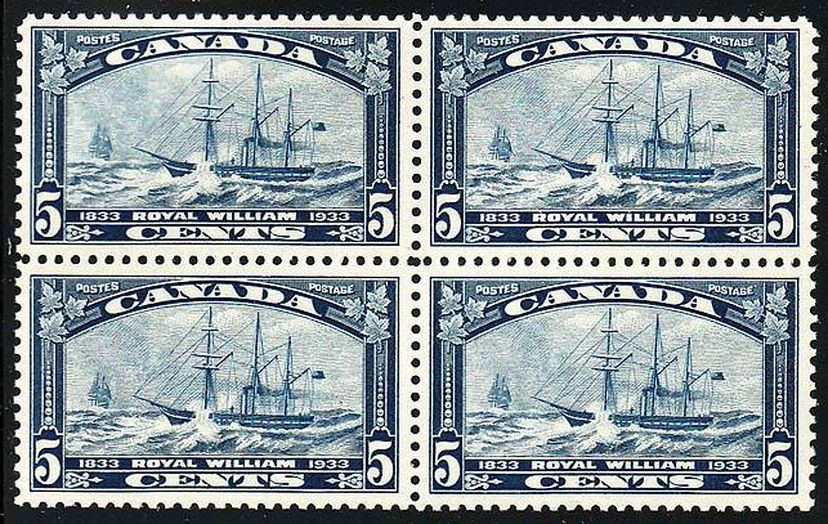
Bateau à vapeur Royal William représenté sur un timbre 100 ans plus tard

- 16 février : Joseph Signay devient archevêque de Québec.
- 3 juin : la Corporation de la cité de Montréal voit le jour, et son premier maire est Jacques Viger (1787-1858).
- 19 septembre : émeute militaire à Montréal.
- Elzéar Bédard devient le premier maire de la ville de Québec.
- Le bateau à vapeur "SS Royal William" est le premier du genre canadien à traverser l'Atlantique[1].

### Exploration de l'Arctique

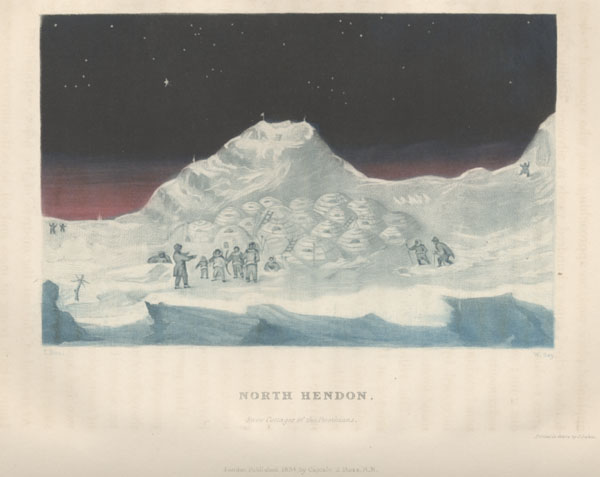
Les iglous de North Hendon par John Ross.

- John Ross termine son expédition de quatre ans sur la Péninsule de Boothia. Ses hommes réussissent à réparer les chaloupes du navire HMS Fury et à prendre la mer en août. Ils se font récupérer par un baleinier et peuvent rentrer en Grande-Bretagne.

## Naissances
- 7 novembre : James McShane (homme d'affaires et Maire de Montréal) († 4 décembre 1918)
- 8 novembre : Louis François Rodrigue Masson (Lieutenant-Gouverneur du Québec) († 8 novembre 1903)
- 24 novembre : François-Xavier-Antoine Labelle, (prêtre et colonisateur).

## Décès
- 14 février : Bernard-Claude Panet, archevêque de Québec.
- 14 avril : Joseph-Isidore Bédard, politicien.